# Chepukaltesgambiet
Het Chepukaltesgambiet is in de opening van een schaakpartij een variant in de damepionopening en het begint met de zetten: 1.d4 Pf6 2.Lg5 c5
Eco-code A 45.
Het is ingedeeld bij de halfgesloten spelen.